# Beraketa
Beraketa est une commune urbaine malgache située dans la partie nord-est de la région d'Androy.

## Géographie
Beraketa se situe près de la route nationale No.13 (Ihosy-Tôlanaro) à 48 km d'Isoanala et 78 km d'Antanimora Sud.